# ستانفورد جاي شو
ستانفورد جاي شو (بالإنجليزية: Stanford Jay Shaw)‏ هو مؤرخ وأستاذ جامعي أمريكي، ولد في 5 مايو 1930 في سانت بول في الولايات المتحدة، وتوفي في 16 ديسمبر 2006 في أنقرة في تركيا.